# Clifford Olson
Pour les articles homonymes, voir Olson.
Clifford Olson (né le 1er janvier 1940 à Vancouver en Colombie-Britannique, Canada - décédé le 30 septembre 2011 à Laval au Québec, Canada) est un tueur en série canadien qui a assassiné 11 personnes âgées de 9 à 18 ans en l'espace de 8 mois en 1980 et 1981.

## Les meurtres
Le 17 novembre 1980, Christine Weller, 12 ans, originaire de Surrey fut enlevée. Son corps fut retrouvé le jour de Noël. Elle avait été étranglée par une ceinture et poignardée à plusieurs reprises. Le 16 avril 1981, Colleen Marian Daignault, 13 ans, disparut. On retrouva son corps 5 mois plus tard. Pendant ce temps-là, Daryn Todd Johnsrude, 16 ans, fut également enlevé et tué ; Sandra Wolfsteiner, 16 ans fut tuée le 19 mai ainsi qu'Ada Court, 13 ans, en avril.
Six nouvelles victimes se succédèrent rapidement en juillet 1981 : Simon Partington, 9 ans, enlevé, violé et étranglé le 2 juillet ; Judy Kozma, 14 ans, violée et étranglée une semaine plus tard ; Raymond King Jr., 15 ans, enlevé le 23 juillet, violé et battu à mort ; Sigrun Arnd, une jeune touriste allemande de 18 ans, violée et battue à mort le lendemain ; Terri Lyn Carson, 15 ans, violée et étranglée ; Louise Chartrand, 17 ans, la dernière victime identifiée fut retrouvée morte le 30 juillet.
Olson était un tueur en série atypique car il ciblait aussi bien les garçons que les filles. Ses victimes sont également d'âge variés.
Il était d'une cruauté sans égal puisqu'il enregistrait ses meurtres et les envoyait sur le répondeur téléphonique des familles des victimes.
Il est souvent considéré comme le pire tueur en série qu'ait connu le Canada.[réf. nécessaire]

## Arrestation et accord avec la justice
Olson, dont la carrière criminelle est considérable, fut arrêté le 12 août car il était soupçonné de deux tentatives d'enlèvement sur deux filles. Il parvint à un accord très controversé avec les autorités : il accepta d'avouer les 11 meurtres et de montrer à la police où était enterrés les corps qui n'avaient pas été retrouvés, en échange de quoi sa femme reçut 10 000 dollars pour chacune des victimes. Elle reçut ainsi 100 000 dollars après la coopération de son mari avec la Justice. En janvier 1982, Olson plaida coupable pour les 11 meurtres et il fut condamné à 11 peines à perpétuité consécutives dans l’Unité spéciale de détention (USD) dans le pénitencier Centre régional de réception de Sainte-Anne-des-Plaines dans les Laurentides au Québec.

## Demande de libération conditionnelle
En 1997, la première demande de libération conditionnelle d'Olson fut rejetée,.
La loi canadienne accorde aux détenus condamnés pour un meurtre au premier degré de demander une libération sur parole après avoir purgé au moins 25 ans de prison.
Olson a comparu devant la Commission nationale des libérations conditionnelles, au pénitencier de Sainte-Anne-des-Plaines, au nord de Montréal, le 18 juillet 2006. Des observateurs assistant à l'audience via la télévision en circuit fermé ont pu entendre les pleurs des proches des victimes venus présenter des déclarations sur les répercussions sur les victimes. « Je ne crois pas que vous devriez vivre un seul jour à l'extérieur des murs de la prison », a déclaré à l'adresse d'Olson une femme dont la sœur de 13 ans a été tuée. Trois proches des familles des victimes ont présenté en personne une déclaration sur l'impact des meurtres, tandis que deux autres ont soumis une déclaration enregistrée.
Olson fait régulièrement des déclarations farfelues, notamment au sujet de prétendues faveurs accordées en prison car il aurait fourni des informations sur les attentats du 11 septembre 2001,.
Il écrit à des gens occupant des postes prestigieux, tels des PDG ou le premier ministre du Canada mais il écrit également souvent aux familles pour leur donner des détails sordides.
Selon la loi canadienne, Olson a maintenant le droit de présenter une demande de libération sur parole tous les deux ans.
Les trois membres de la Commission nationale des libérations conditionnelles ont décrit Olson, en sa présence, comme un meurtrier en série sadique, un psychopathe et un maniaque sexuel.
Le 30 novembre 2010, la libération conditionnelle de Clifford Olsen a une fois de plus été refusée; la Commission des libérations conditionnelles ayant statué qu'après 30 ans d'incarcération, Clifford représentait toujours un danger pour la société puisqu'il n'a participé à aucun programme de réhabilitation.
Durant cette même audition, Clifford Olson s'est engagé à ne plus demander de libération conditionnelle à l'avenir.

## Film et télévision
- L'Enquête, un téléfilm tourné en 2002, se focalise sur les allégations disant que la Gendarmerie royale du Canada (GRC) a retardé l'arrestation d'Olson. Les comédiens sont Nicholas Lea, Reece Dinsdale, David Warner et Lochlyn Munro[6]. Ce film est basé sur les déclarations d'anciens officiers de la GRC[7].